# Fatima Ahallouch
Fatima Ahallouch, née le 19 octobre 1981 à Mouscron, est une femme politique belge, membre du Parti socialiste.
Elle est députée wallonne et de la Communauté française de 2019 à 2024. Elle est également sénatrice désignée de 2019 à 2024, puis de nouveau en tant que membre cooptée depuis le 25 mai 2025.

## Carrière politique
Fatima Ahallouch devient députée en juin 2019.
Avec Véronique Durenne du Mouvement réformateur, elles sont désignées par leur parti pour siéger au Sénat. Elle redevient sénatrice cooptée en 2025.
Fatima Ahallouch joue un rôle actif dans la sensibilisation aux risques liés à l'exposition aux substances perfluoroalkylées et polyfluoroalkylées (PFAS) en Wallonie. En tant que députée, elle soulève régulièrement des questions parlementaires concernant l'utilisation de ces substances chimiques et leurs effets sur la santé. 

## Historique des mandats
- Députée au Parlement wallon (du 11 juin 2019 au 8 juin 2024)[6] ;
- Députée au Parlement de la Communauté française de Belgique (du 18 juin 2019 au 8 juin 2024)[7] ;
- Sénatrice désignée par le Parlement wallon (du 4 juillet 2019 au 25 juin 2024)[8] ;
- Sénatrice cooptée (depuis le 25 mai 2025)[8].